# Championnat de France Pro B de tennis de table 2022-2023
Navigation
Pro B 2021-2022 Pro B 2023-2024
La saison 2022-2023 est la vingtième édition du Championnat de France Pro B de tennis de table chez les hommes et la quinzième chez les dames, second niveau des championnats de tennis de table par équipes en France. 
La Pro B Dames est rétablie pour la saison 2022-2023 pour soutenir financièrement les clubs qui ont durement été touchés par la pandémie de Covid-19 qui sévit depuis mars 2020. Les équipes réserves d'un club professionnel sont admises afin de composer une poule de 8 équipes. Ainsi, les réserves féminines du CP Lys-Lille, du TT Saint-Quentin et de l'Entente Sainte-Pierraise participent au championnat.
La Pro B Hommes passe exceptionnellement à 12 clubs.

## Messieurs

### Organisation
Le principal changement résidera surtout dans la nouvelle formule du championnat de Pro B Hommes qui passe à 12 équipes. D’une simple phase régulière en match aller-retour, la Pro B va désormais s’articuler en trois phases : 

#### 1rePhase
La première phase verra chaque équipe jouer une fois contre les autres. À l’issue de celle-ci, les huit premiers seront reversés dans une poule haute tandis que les quatre derniers joueront une poule basse.

#### 2ePhase
Dans la poule haute, les huit équipes seront réparties dans deux groupes de quatre équipes avec cette fois des matches aller-retour afin de déterminer les positions de chaque équipe pour la phase finale.
Dans la poule basse, les quatre équipes s'affrontent en match aller-retour pour déterminer les deux équipes qui seront reléguées en Nationale 1.

#### 3ePhase
Dans la poule haute, la 2ème phase servira à déterminer les positions finales à travers des matches de classement (premier du groupe A face au premier du groupe B pour la montée, deuxième du groupe A face au deuxième du groupe B, etc.).

### Classement 1ère phase
| CL | Equipes                    | Pts | J  | V  | D | F | PP | PC | Diff |
| -- | -------------------------- | --- | -- | -- | - | - | -- | -- | ---- |
| 1  | Alliance Nîmes-Montpellier | 32  | 11 | 10 | 1 | 0 | 32 | 10 | 22   |
| 2  | Amiens STT                 | 29  | 11 | 9  | 2 | 0 | 29 | 18 | 11   |
| 3  | Roanne LNTT                | 26  | 11 | 8  | 3 | 0 | 26 | 19 | 7    |
| 4  | ASTT Miramas               | 26  | 11 | 7  | 4 | 0 | 26 | 23 | 3    |
| 5  | Nice Cavigal TT            | 23  | 11 | 5  | 6 | 0 | 23 | 21 | 2    |
| 6  | PPC Villeneuve             | 23  | 11 | 4  | 7 | 0 | 23 | 26 | - 3  |
| 7  | 4S Tours TT                | 22  | 11 | 5  | 6 | 0 | 22 | 21 | 1    |
| 8  | CTT Bruille                | 21  | 11 | 6  | 5 | 0 | 21 | 24 | - 3  |
| 9  | Lille MTT                  | 20  | 11 | 4  | 7 | 0 | 20 | 24 | - 4  |
| 10 | Argentan Bayard            | 19  | 11 | 3  | 8 | 0 | 19 | 28 | - 9  |
| 11 | Entente Sainte-Pierraise   | 15  | 11 | 2  | 9 | 0 | 15 | 28 | - 13 |
| 12 | Istres TT                  | 14  | 11 | 3  | 8 | 0 | 14 | 28 | - 14 |

### Classement 2ème phase
| CL | Equipes                    | Pts | J | V | D | F | PP | PC | Diff |
| -- | -------------------------- | --- | - | - | - | - | -- | -- | ---- |
| 1  | Alliance Nîmes-Montpellier | 22  | 6 | 6 | 0 | 0 | 18 | 6  | 12   |
| 2  | ASTT Miramas               | 14  | 6 | 4 | 2 | 0 | 13 | 10 | 3    |
| 3  | Nice Cavigal TT            | 11  | 6 | 2 | 4 | 0 | 11 | 16 | - 5  |
| 4  | CTT Bruille                | 8   | 6 | 0 | 6 | 0 | 8  | 18 | - 10 |

| CL | Equipes        | Pts | J | V | D | F | PP | PC | Diff |
| -- | -------------- | --- | - | - | - | - | -- | -- | ---- |
| 1  | 4S Tours TT    | 16  | 6 | 5 | 1 | 0 | 16 | 7  | 9    |
| 2  | Amiens STT     | 15  | 6 | 4 | 2 | 0 | 12 | 10 | 2    |
| 3  | Roanne LNTT    | 12  | 6 | 2 | 4 | 0 | 10 | 13 | - 3  |
| 4  | PPC Villeneuve | 7   | 6 | 1 | 5 | 0 | 7  | 15 | - 8  |

| CL | Equipes                  | Pts | J | V | D | F | PP | PC | Diff |
| -- | ------------------------ | --- | - | - | - | - | -- | -- | ---- |
| 1  | Entente Sainte-Pierraise | 17  | 6 | 5 | 1 | 0 | 17 | 8  | 9    |
| 2  | Lille MTT                | 16  | 6 | 4 | 2 | 0 | 16 | 9  | 6    |
| 3  | Istres TT                | 8   | 6 | 2 | 4 | 0 | 8  | 16 | - 8  |
| 4  | Argentan Bayard          | 7   | 6 | 1 | 5 | 0 | 7  | 16 | - 9  |

### Classement 3ème phase
| CL | Equipes                    |
| -- | -------------------------- |
| 1  | Alliance Nîmes-Montpellier |
| 2  | 4S Tours TT                |
| 3  | Amiens STT                 |
| 4  | ASTT Miramas               |
| 5  | Roanne LNTT                |
| 6  | Nice Cavigal TT            |
| 7  | PPC Villeneuve             |
| 8  | CTT Bruille                |
| 9  | Entente Sainte-Pierraise   |
| 10 | Lille MTT                  |
| 11 | Istres TT                  |
| 12 | Argentan Bayard            |

À l'issue de la saison l'Alliance Nîmes-Montpellier est promu en pro A. Les clubs de Istres TT et Argentan Bayard sont relégués en national 1.

## Dames
- En Nationale 1 2021-2022, Quimper remporte le titre de Champion de France et accède directement à la Pro A. Cependant, les bretonnes refusent pour raisons économiques et préfèrent jouer la Pro B. Vice-Championnes de France de Nationale 1, Argentan Bayard remplace alors Quimper en Pro A pour la première fois de son histoire pour son équipe féminine.
- Le CP Lys-Lez-Lannoy annonce le retrait de son équipe de Pro A durant l'été et prend la place de son équipe réserve en Pro B. Aucune équipe ne remplace les nordistes à la division supérieur.

### Classement Général
| CL | Equipes                    | Pts | J  | V  | D  | F | PP | PC | Diff |
| -- | -------------------------- | --- | -- | -- | -- | - | -- | -- | ---- |
| 1  | Quimper CTT                | 39  | 14 | 12 | 2  | 0 | 39 | 15 | 24   |
| 2  | Le Mans Sarthe TT          | 38  | 14 | 12 | 2  | 0 | 38 | 16 | 22   |
| 3  | Paris 13 TT                | 28  | 14 | 7  | 7  | 0 | 28 | 25 | 3    |
| 4  | CPB Rennes                 | 27  | 14 | 6  | 8  | 0 | 27 | 30 | - 3  |
| 5  | CP Lys-Lez-Lannoy          | 26  | 14 | 6  | 8  | 0 | 26 | 29 | - 3  |
| 6  | Entente Sainte-Pierraise 2 | 25  | 14 | 6  | 8  | 0 | 25 | 31 | - 6  |
| 7  | EP Isséenne                | 18  | 14 | 3  | 11 | 0 | 18 | 37 | - 17 |
| 8  | TT Saint-Quentin 2         | 18  | 14 | 4  | 10 | 0 | 18 | 36 | - 18 |

À l'issue de la saison Quimper CTT est promu en pro A, la réserve de TT Saint-Quentin est elle rétrogradée en national 1. Enfin Le Mans Sarthe TT perd en barrage contre l'Alliance Nîmes/Montpellier et n'est donc pas promu en pro A.